# Torreón de Huétor
El Torreón de Huétor fue una torre del sistema fortificado amurallado de la alquería de Huétor. Ésta se corresponde con la actual localidad de Huétor Tájar, ubicada en la margen izquierda del río Genil en el centro del Poniente granadino. El Torreón se localiza en casco antiguo del núcleo urbano, en la zona sur de la localidad, muy próxima a la Plaza de Andalucía, donde también su ubican la Iglesia Parroquial de Santa Isabel y el Edificio Consistorial. Se encuentra inscrito en el Registro General de BIC desde el 22 de junio de 1993.
En la actualidad, el Torreón de Huétor supone el último vestigio de las antiguas fortificaciones defensivas que rodeaban la alquería en período nazarí, previo a la conquista castellana. Éste fue utilizado como vivienda del administrador de los Condes de Montijo y luego como almacén, para terminar siendo enbebido por algunos caserones, y en la actualidad por la Cafetería La Torre, a partir de la cual existe un acceso al Torreón. El monumento es de propiedad privada y su estado de conservación, como el de tantos otros monumentos del patrimonio andaluz, es lamentable, sin que las administraciones públicas le presten la debida atención.
El Torreón es de planta sensiblemente cuadrada, de medidas 4,10 x 3,95 metros (en su 1ª planta), siendo la orientación del lado mayor Norte-Sur. Su altura es de 13,50 metros, que se distribuyen en una primera planta maciza y cuatro plantas superiores, mientras que la terraza es de construcción posterior. Las murallas del recinto que cercaba a esta gran torre, situadas al NO, N y NE de la misma, se demolieron al parecer en el presente siglo ya que las recuerdan personas mayores de la localidad que, incluso alguna de ellas, trabajaron en su demolición para luego construir las edificaciones que hoy día dan frente a la iglesia. Todos coinciden en la gran dureza de su material de construcción, posiblemente tapial y mampostería.

## Localización
El Torreón se ubica en el casco antiguo de la localidad de Huétor Tájar, correspondiente al período de la conquista a la alquería de Huétor. Si sitúa sobre una zona de elevación relativa sobre el río Genil en su margen derecha.
El torreón formaba parte de un "fuerte" que fue paulatinamente ocupado por viviendas hasta prácticamente principios del siglo XX. El último vestigio de esta estructura defensiva de la alquería es el Torreón. Su antiguo lienzo de murallas se disponía paralelo a la actual Iglesia de Santa Isabel y se extendía hacia el NO, N y NE del propio Torreón, abarcando aproximadamente lo que en la actualidad es la Plaza de Andalucía y la Plaza del Pósito.
Desde el río se accede a este recinto a través de la calle Mezquita, a partir de una zona escalonada que salva el talud de unos 6 metros existentes entre la rivera del río y el antiguo recinto amurallado de la alquería. Desde esta parte baja de la ribera es visible la parte alta del Torreón.
Desde el actual centro del municipio (Calle Ancha) se accede a partir de la Plaza 1.º de Mayo y la Calle Real, calle peatonal que desemboca en la Plaza del Pósito desde donde ya es visible el Torreón, al igual que desde toda la Plaza de Andalucía.

## Historia
El origen lo que fue la Fortaleza de Huétor es incierto, dado que las fuentes escritas la mencionan por primera vez en 1431, en la Crónica del Halconero de Juan II de Pedro Carrillo de Huete, donde se narran los hechos protagonizados por el condestable de Castilla D. Álvaro de Luna en una campaña de castigo previa a la batalla de la Higueruela. En la relación de poblados destruidos durante la campaña se nombra a un Hector o Vector, que se ha identificado como el Huétor Tájar actual.
Una búsqueda en las fuentes árabes nos lleva al topónimo qaryat Wat, que en principio fue identificada como el actual Huétor Tájar, pero que una revisión historiográfica hace más plausible su identificación con Huétor Santillán. que en la documentación castellana de fines del siglo XV y principios del XVI aparece denominada como Huete
Por otra parte, también se ha especulado con los topónimos Tayarat al-Yabal, Tayarat al-Wadi y Tayarat al-Layam, aparecido en la obra de Al-Udri (s. XI). Concretamente Tayarat al-Wadi (Tájara del Río) ha sido identificado por el actual Huétor Tájar, aunque sin embargo se desconoce cualquier otro dato sobre esta alquería y por lo tanto, sin en época de Al-Udri, existía ya el sistema defensivo existente en el período de la reconquista cristiana.
El registro arqueológico tampoco da mayor información sobre el origen y evolución del Torreón, debido al gran desarrollo urbanístico de Huétor Tájar, que no facilita una prospección superficial.
Por su tipología, este torreón puede ser asimilable a los numerosos existentes en todo el Poniente granadino, en las numerosas alquerías en la frontera del Reino de Castilla y el Reino nazarí, que como en el caso de la vecina Salar, sufriese una transformación como espacio de residencia y de manifestación del poder señorial. Así lo atestigua que fuera residencia de los administradores de la Casa de Montijo, aunque después de la caída del régimen señorial se abandonó y fue utilizada como almacén e incluso como discoteca. En la actualidad es de propiedad privada y no tiene fijado ningún uso.

## Fisionomía
El Torreón es de mampostería y de planta sensiblemente cuadrada, de medidas 4,10 x 3,95 metros (en su primera planta), siendo la orientación del lado mayor Norte-Sur. Su altura es de 13,50 metros, que se distribuyen en una primera planta maciza y cuatro plantas superiores, mientras que la terraza es de construcción posterior. Presenta un ligero talud. 
La planta baja corresponde a un aljibe, dado el grosor de sus muros (1,75 metros) y la inexistencia de huecos de acceso originales y de escaleras de subida a la planta siguiente. Esta sala, a la que se accede por la moderna casa de su propietario, a través de un hueco abierto por él en el muro N, tiene unas medidas interiores de 3,60 x 3,45 metros, siendo la mayor longitud la de los lados E y O. Se cubre con un forjado de viguetas de hormigón y tiene otros dos huecos de paso abiertos en sus muros S y E, al parecer de época anterior al primero. Por una escalera moderna se accede a la primera planta, de medidas 4,10 x 3,95 metros. En el muro Sur se abre el hueco original de acceso a la torre, la cual conserva, además de su arco, la quicialera superior con el agujero para el gozne. El grosor del muro en este hueco es de 1,40 metros. Esta sala se cubre con forjado de rollizos de madera en el que se abre una trampilla junto al muro Norte, quizás para subir agua del aljibe desde las distintas plantas ya que se repite en el forjado siguiente. La escalera original que sube a la segunda planta se sitúa adosada al muro Este, con un ámbito de 95 centímetros. Esta sala, de características y medidas iguales a la inferior, dispone de un hueco de ventana abierto en el muro este, siendo el hueco de su muro también de 1,40 metros. A la tercera planta se accede por un tramo de escalera, igual al anterior, siendo sus medidas interiores de 4,20 x 4,10 metros. Tiene dos huecos de ventanas abiertos en los muros Sur y Norte, siendo su grueso 1,30 y 1,25 metros respectivamente. La subida a la terraza se hace por una escalera de caracol ubicada en el ángulo Sureste de la torre, cubriéndose a su salida por una garita cilíndrica de ladrillo que se cubre a su vez por una pequeña cúpula.
Al sur de la torre se sitúan tres naves paralelas de 17,50 x 3,30 metros, comunicadas entre sí por cinco arcos en cada lado y cubiertas por bóvedas de cañón de ladrillo, estando su línea de arranque a 3 metros del pavimento actual. El espesor de sus muros laterales exteriores es de 1,50 metros, el de los muros de fondo de 1 metro y el de los muros intermedios de 90 centímetros. La luz de los arcos situados en estos últimos muros es de 2,50 metros, siendo el ancho de los machones sobre los que montan de 1 metro. Podría tratarse de un gran aljibe perteneciente a la Fortaleza de Huétor.

## Estado de conservación

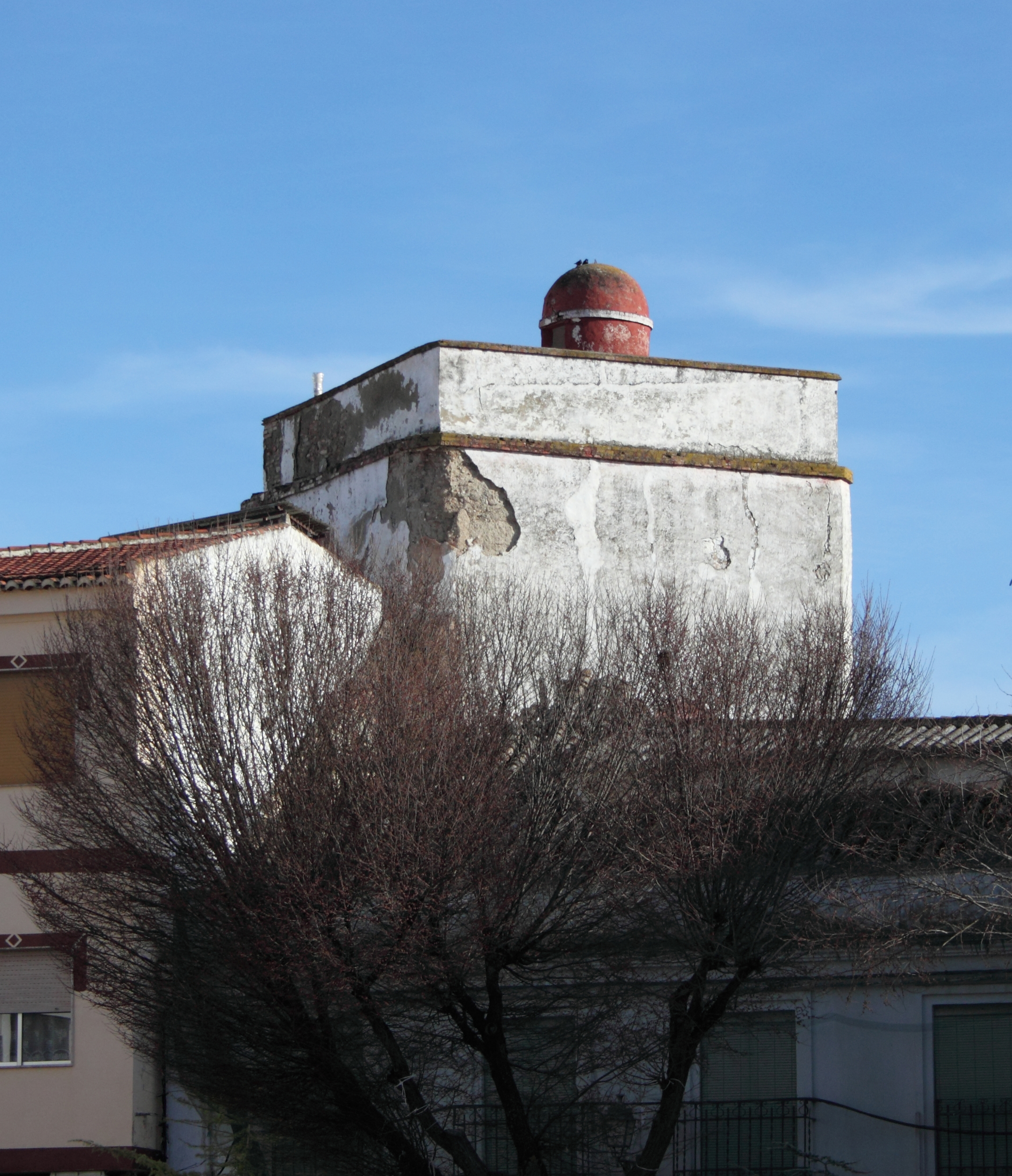
Estado de conservación del Torreón de Huétor.

El estado de conservación del Torreón en estos momentos es crítico. En la actualidad se está construyendo el nuevo ayuntamiento de Huétor Tájar en las inmediaciones del Torreón. El ayuntamiento ha informado de su restauración para la terminación de las obras en otoño de 2012.
En la azotea del nuevo ayuntamiento se construirá un torreón de unos 18,2 m² donde se instalará un mirador desde el que será visible el Torreón en una vista frontal.

## Protección
Bajo la protección de la Declaración genérica del Decreto de 22 de abril de 1949, todos los castillos de España, cualquiera que sea su estado de ruina, quedan bajo la protección del Estado, que impedirá toda intervención que altere su carácter o pueda provocar su derrumbamiento. y serán los Ayuntamientos -en cuyo término municipal se conserven estos edificios- los responsables de todo daño que pudiera sobrevenirles.
Esta protección se hizo extensible por la Ley 16/1985 sobre el Patrimonio Histórico Español, donde en su disposición transitoria segunda, declara como Bienes de Interés Cultural (B.I.C.) a los bienes ya protegidos por el Decreto de 22 de abril de 1949. El Torreón está incluido en el Registro General de Bienes de Interés Cultural del Patrimonio Histórico Español con la categoría de Monumento con el registro (R.I.)-51-0007767-00000 desde el 22 de junio de 1993.
De igual forma, la nueva ley 14/2007 de Patrimonio Histórico de Andalucía, recoge en su disposición adicional tercera, la incorporación al Catálogo General del Patrimonio Histórico Andaluz los Bienes de Interés Cultural los bienes declarados conforme a la Ley 16/1985, de 25 de junio, del Patrimonio Histórico Español, ubicados en Andalucía. Estos tendrán un entorno de protección constituido por aquellas parcelas y espacios que los circunden hasta las distancias siguientes:
- Cincuenta metros en suelo urbano.
- Doscientos metros en suelo urbanizable y no urbanizable.